# Freiherr

Starszy typ korony freiherra

Freiherr (z niem. wolny pan) – najniższy i jeden z najstarszych niemieckich tytułów arystokratycznych odpowiadający baronowi, niższy od grafa (hrabiego).
Nadawany przez cesarza jako Reichsfreiherr, nadawany przez władców poszczególnych państw Cesarstwa (Rzeszy) jako Freiherr. Freiherr był podporządkowany bezpośrednio sądom cesarskim, z wyłączeniem sądów lokalnych państw Rzeszy. Napoleon zrównał tytuł Freiherra z baronem w 1806 r. wraz ze zniesieniem I Rzeszy. 
Stosowany jest często zamiennie z tytułem barona, zwłaszcza w grzecznościowej tytulaturze. Zamiana w drugą stronę, tj. tytułu barona na freiherra nie jest możliwa, i rody posiadające nadania tytułów baronowskich, np. z Inflant, Rosji czy Francji nie mają prawa do tytułu Freiherr.
Oznaką godności freiherra jest od poł. XIX wieku korona rangowa baronowska, o siedmiu pałkach zakończonych perłami. Wcześniej była powszechniej stosowana tzw. stara korona freiherra (niem. Alte Freiherrskrone) w postaci złotej obręczy oplecionej sznurem pereł i ozdobionej u góry pięcioma dużymi perłami.

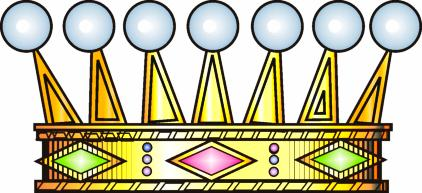
Korona freiherra (XIX-XX w.)

Żeńska forma: (niem.) Freifrau (żona) lub Freiherrin, Freiin (niezamężna córka).
Gdy w Niemczech w 1919 roku zniesiono tytuły arystokratyczne, stały się one częścią nazwiska rodowego (w Austrii znikły zupełnie) i tak zamiast „Freiherr Wernher von Braun” stosuje się „Wernher Freiherr von Braun” (Wernher baron von Braun), czy też zamiast „Graf Anton von Magnis” pisze się „Anton Graf von Magnis” (Antoni hrabia Magnis).